# Phân thứ ngành Cá không hàm

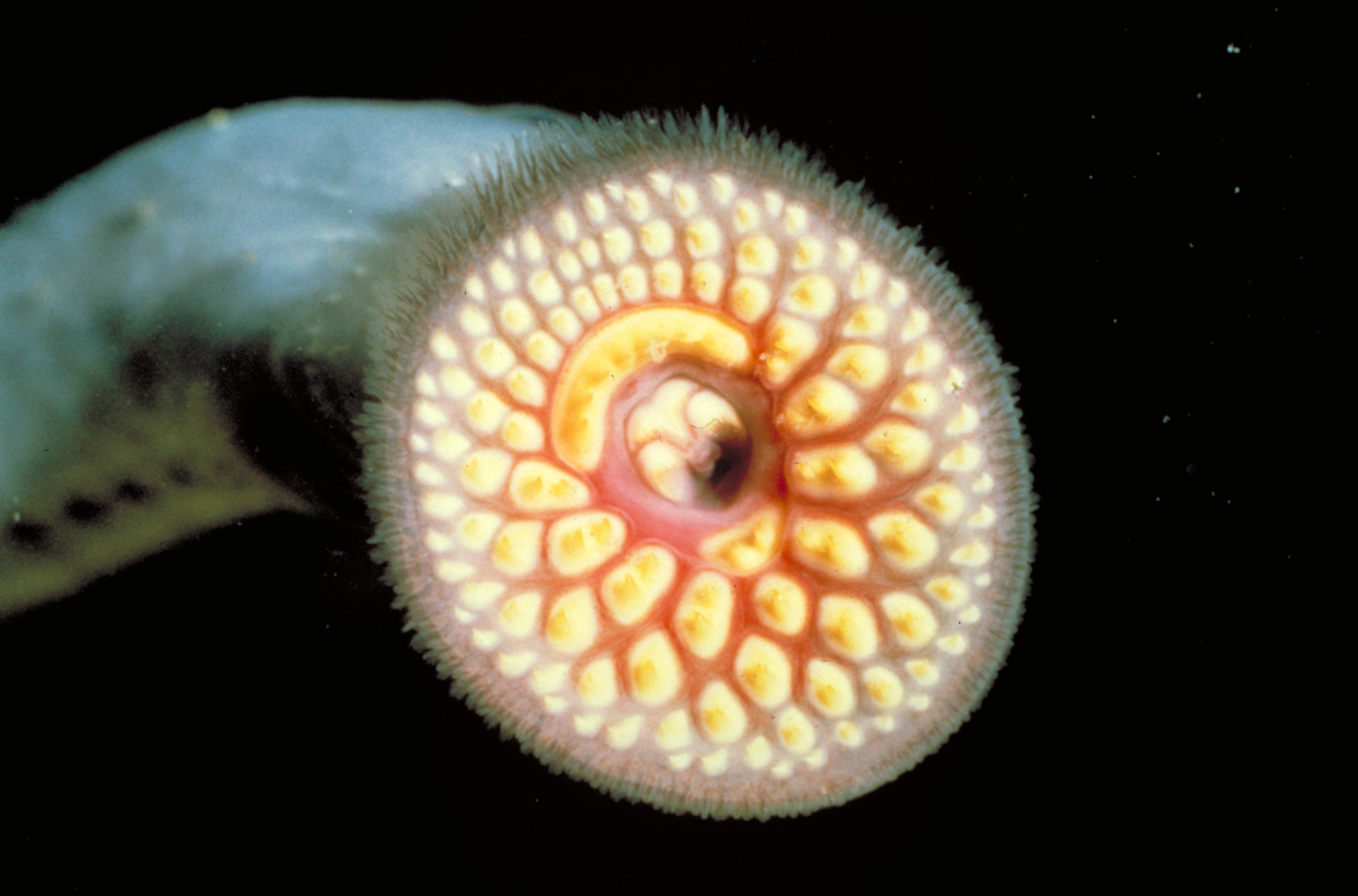
Miệng cá mút đá.

Phân thứ ngành Cá không hàm (danh pháp khoa học: Agnatha) (từ tiếng Hy Lạp, nghĩa là "không quai hàm") là một phân thứ ngành hay siêu lớp cận ngành gồm các loài cá không có hàm, thuộc phân ngành Động vật có xương sống, ngành Động vật có dây sống. Hiện nay còn hai nhóm cá không hàm đang tồn tại là Cephalaspidomorphi và Aspidomorphi với khoảng 60 loài. Ngoài việc không có hàm, nhóm Agnatha còn được đặc trưng bởi sự thiếu vắng các cặp vây; sự hiện diện của dây sống ở cả ấu trùng và cá trưởng thành; cũng như 7 hoặc nhiều hơn các cặp túi mang. Các vòm mang hỗ trợ các túi mang nằm gần với bề mặt cơ thể. Chúng có các cặp mắt hình quả thông nhạy sáng (tương tự như tuyến nội tiết trong não (tuyến quả thông) ở động vật có vú). Dạ dày không xác định rõ. Việc thụ tinh diễn ra bên ngoài. Nhóm Agnatha là động vật máu lạnh, với bộ xương được tạo thành từ chất sụn, tim có 2 ngăn và có mối quan hệ chị em với Gnathostomata.
Mặc dù về bề ngoài chúng khá tương tự, nhưng phần nhiều các điểm tương tự này có lẽ đã được chia sẻ từ các đặc trưng nguyên thủy của động vật có xương sống cổ đại và các phân loại hiện đại có xu hướng chuyển các loài cá mút đá myxin thành vài nhóm tách biệt (Myxini hoặc Hyperotreti), với các loài cá mút đá (Hyperoartii) được cho là có quan hệ họ hàng gần gũi hơn với cá có quai hàm.

## Hóa thạch

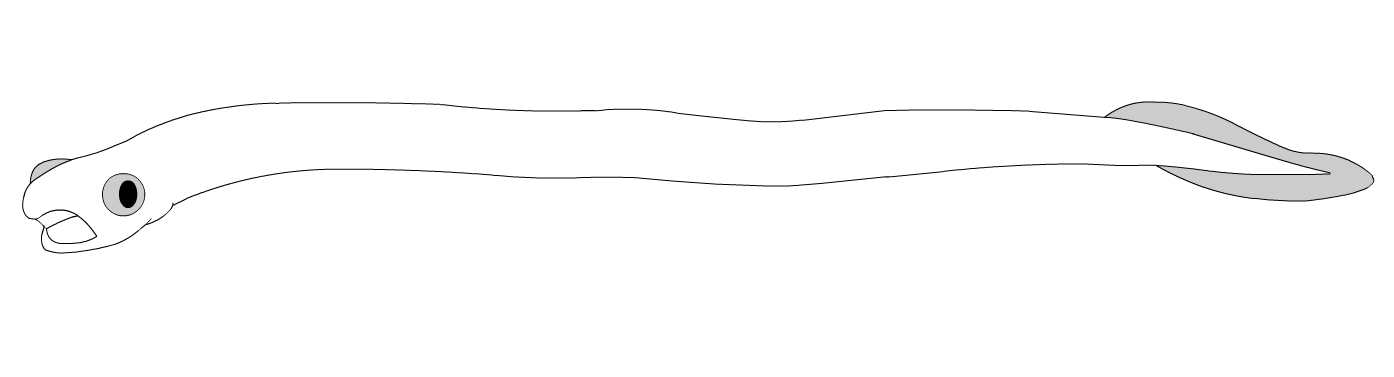
Hình minh họa cá mút đá.

Mặc dù chỉ là một thành phần nhỏ của hệ động vật biển ngày nay, nhưng nhóm Agnatha là nổi tiếng trong số các loại cá đầu tiên trong thời kỳ đầu đại Cổ Sinh. Hai dạng động vật thời kỳ Tiền Cambridường như có các vây, hệ thống cơ-xương và mang được biết từ đầu kỷ Cambri tại đá phiến sét Mạo Thiên Sơn tại Trung Quốc: Haikouichthys và Myllokunmingia. Chúng được Janvier đưa vào nhóm Agnatha một cách không dứt khoát. Dạng thứ ba có thể cũng thuộc nhóm Agnatha từ cùng khu vực này là Haikouella. Một dạng Agnatha có thể khác nữa, vẫn chưa được miêu tả chính thức, đã được Simonetti thông báo có trong đá phiến sét Burgess ở British Columbia thuộc thời kỳ Trung Cambri.
Nhiều loài cá không hàm thời kỳ kỷ Ordovic, Silur và Devon đã có áo giáp là các tấm xương nặng. Nhóm cá không hàm đầu tiên có bọc giáp là lớp Ostracodermi, tiền thân của cá xương và vì thế là của động vật bốn chân (siêu lớp Tetrapoda) (bao gồm cả loài người)—được biết đến từ giữa kỷ Ordovic và vào cuối kỷ Silur thì cá không hàm đã đạt tới đỉnh cao của sự tiến hóa của chúng. Cá không hàm bắt đầu suy giảm trong kỷ Devon và không bao giờ phục hồi được nữa.

## Các nhóm chính
- Cyclostomata: Cá miệng tròn
  - Myxini: cá mút đá myxin
  - Hyperoartia
    - Petromyzontidae: cá mút đá
- † Ostracodermi: Cá giáp
  - † Pteraspidomorphi
  - † Anaspida: Lớp Cá không giáp
  - † Thelodontomorphi
    - † Thelodonti

  - † Aspidomorphi
  - † Cephalaspidomorphi: Cá giáp đầu
    - † Galeaspida: Cá giáp mũ
    - † Pituriaspida: Cá giáp Pituri
    - † Osteostraci: Cá giáp xương